# Mästaren Ma
Mästaren Ma är en  modernistisk roman av den finlandssvenska författaren Willy Kyrklund (1921-2009). Boken gavs ut 1952, och är en pastisch på den kinesiska teologisk-religiösa textkommentarens lärda genre, skriven på ett egensinnigt språk. Huvudtemat är människans villkor. Kyrklund gestaltar människans fåfänga kamp mot dessa i en meningslös och absurd värld. Karaktärerna beskrivs med mycket ironi men också med medkänsla. Mästaren Ma betraktas som ett av Kyrklunds mästerverk.

## Handling
Mästaren Ma är en kinesisk vishetslärare. Efter hans död blir hans yttranden nedskrivna. De kommenteras av Yao, Mästaren Mas hustru, och Li, Mästaren Mas elev. Yao berättar ofta om sina personliga minnen. Hon betraktar händelserna ur ett realistiskt och jordnära perspektiv. Li är en lärd kommentator som ofta bygger sina anmärkningar på sekundära källor. Han är saklig och torr. Ofta motsäger Yaos och Lis påståenden varandra eller ifrågasätter Mas yttranden. Bakom den filosofiska diskussionen skymtar dock en romanhandling, en verklighetsbakgrund som representerar Mas, Yaos och Lis konkreta levnadsvillkor: naturen, samhället och maktförhållandena. Romanen utspelas i en politisk orolig tid. Makthavarna tycker inte alltid om Mästaren Mas lära. Statskupp, politiska mord och krig driver honom på en lång och påfrestande flykt. På slutet av romanen närmar sig P’ang Paos trupper förstäderna. Mästaren Ma undandrar sig förföljarna genom att bege sig på en resa till månen med hjälp av kinesiskt fyrverkeri. Yao och Li blir kvar. Denna verklighetsbakgrund, de yttre levnadsvillkoren, kan på så sätt sägas fungera som ytterligare en kommentar: Den belyser, framhäver, förnekar eller ironiserar över diskutanternas åsikter och påståenden.

## Mästaren Mas filosofi[3]

### Människans villkor
Föremålet för Mästaren Mas vishetslära definieras av hans yttrande: ”Jag söker den fråga på vilken människolivet är ett svar.”   Mästaren Ma skiljer människan från människans villkor: 
Jag intresserar mig icke för människorna. Jag intresserar mig för människans villkor. Människans villkor är den tvångsmässiga och slumpartade naturen. … det som är utanför människan, det som formar henne och avgränsar henne.

### Det omänskliga
Om man är intresserad av människans villkor, så måste man också intressera sig för det omänskliga, enligt Mästaren Ma. Naturen till exempel tillhör det omänskliga. De flesta människorna känner inte till denna skillnad. De tror att de är fria och att deras handlingar tillhör dem själva. Men enligt Mästaren Ma är människan begränsad av det omänskliga. 

### Filosofin i praktiken
Mästaren Ma konstaterar också att hans filosofi är omöjlig att praktisera:
Att intressera sig för det omänskliga, det är att intressera sig för det likgiltiga. Det är att intressera sig för oändligheten och döden. Att intressera sig för oändligheten och döden, det är att stå på tå utan att räckas. Jag står på tå utan att räckas.
En människa kan aldrig begripa det omänskliga som utgör människans villkor. Hennes mänsklighet innebär hennes begränsning.

### Resan till månen
Mästaren Mas resa till månen är ett försök att överbrygga klyftan mellan människan och människans villkor. Den enda möjligheten att förstå det omänskliga är att vara omänsklig. Därför tar Mästaren Ma avsked från livet. ”När alla fästen [av livet] har svikit, kan man börja diskutera om människans villkor”.
Mästaren Mas resa till månen är inte enbart höjdpunkten av hans lära, den är också en politisk handling mot hans politiska fiender.

### Mästaren Mas kolleger
Mästaren Ma kritiserar sina kolleger för att de inte urskiljer ”det allmänna och viktiga”, människans villkor, från ”det speciella och futila”, människan. 
Det är icke att man icke skulle skriva om människorna. Det är syftet det gäller. Att intressera sig för människans villkor, det är att syfta högt. Min ärade kollega skönläsaren syftar icke särskilt högt.

## Yao och Li
Yao berättar ofta om minnen och konkreta händelser, som inte verkar vara betydelsefulla för Mästaren Ma. Hon hänvisar till de sociala och politiska villkoren: eunucken Lin verkställer en politisk rensning, Wang-partiet mister sitt inflytande, hon och Mästaren Ma drivs på flykt. Dessa minnen bidrar till läsarens förståelse av Mästaren Mas tankar. Yao tror inte alltid på Mästaren Mas påståenden. Hon undergräver hans yttranden genom sina egna minnen eller hon distanserar sig från honom. Yao ironiserar till exempel över Mästaren Mas åtskillnad mellan det mänskliga och det omänskliga: ”… då gick jag, Yü, genom blodpölarna och letade och frågade efter min herre [Mästaren Ma]. Jag frågade icke efter det mänskliga eller det omänskliga.” 
Li strävar alltid efter att komplettera Yaos minnesbilder med andra källor. Han nedvärderar hennes jordnära tolkning av Mästaren Mas filosofi och påstår att Yaos kommentar är naiv och trivial. När han håller med Yao, omformulerar han hennes kommentar, tillägger ytterligare detaljer eller styrker med källhänvisningar.
Yao vågar kritisera Mästaren Mas filosofi. Li följer Mästaren Ma utan att ändra något. Han tål inte att Yao ifrågasätter Mästaren Mas filosofi och att hon uppehåller sig vid trivialiteter. Det pågående samtalet mellan de olika rösterna leder till en dialektisk rörelse: Sanningen formuleras inte direkt utan finns någonstans i rummet mellan de individuella yttrandena. Det förblir läsarens uppgift att lägga ihop dem till en syntes.

## Mästaren Ma i Kyrklunds författarskap

### Människans villkor
Människans villkor har blivit ett nyckelbegrepp i Kyrklunds författarskap. Framför allt i romanerna Tvåsam, Solange och Mästaren Ma är det ett viktigt begrepp. Människans villkor har en politisk och social dimension. Den politiska och sociala bakgrunden i Kyrklunds verk bestämmer över människans öde: Människan strävar efter att gestalta sitt liv själv, men hon kan inte välja fritt, hon bestäms av yttre krafter.

### Ironi
- Mästaren Ma kallas en pastisch för att den imiterar den teologisk-religiösa textkommentarens lärda genre. I de första utgåvorna av boken trycktes Mästaren Mas yttranden i större stilbokstäver än Yaos och Lis kommentarer. Det var i enlighet med den kinesiska traditionen, där textkommentaren står i mindre stil efter huvudtexten.[13] Mästaren Mas egna yttranden utmärks också av en inneboende ironi. Till sin yttre form och stil ger yttrandena sken av att vara kinesiska, men innehållet är inte typiskt kinesiskt.

- I romanen finns det en motsats mellan filosofi och realitet: Mästaren Mas filosofi är omöjlig att praktisera i den politiska och ekonomiska verkligheten. Det finns en ironisk dimension i denna motsats.

### Kyrklund och Östern
Kyrklund studerade flera orientaliska språk. Mästaren Ma är ett exempel på Kyrklunds intresse för kinesiska och andra orientaliska språk och kulturer.

## Fotnoter
1. ↑  Newsletter 18,”Arkiverade kopian”. Arkiverad från originalet den 18 november 2010. https://web.archive.org/web/20101118095506/http://home.online.no/~ekner/page10/page10.html. Läst 15 april 2011.
2. ↑  sls.fi,Biografiskt lexikon för Finland Arkiverad 17 maj 2011 hämtat från the Wayback Machine.
3. ↑  Norlén, Paul; 1998. Textens villkor: a study of Willy Kyrklund's prose fiction. Almqvist och Wiksell. 91-7139-323-4
4. 1 2  litteraturbanken,Mästaren Ma (1952:7)
5. ↑  litteraturbanken,Mästaren Ma (1952:60)
6. ↑  litteraturbanken,Mästaren Ma (1952:18)
7. 1 2  litteraturbanken,Mästaren Ma (1952:19)
8. ↑  litteraturbanken,Mästaren Ma (1952:73)
9. 1 2  litteraturbanken,Mästaren Ma (1952:63)
10. ↑  litteraturbanken,Mästaren Ma (1952:64)
11. ↑  litteraturbanken,Mästaren Ma (1952:36)
12. ↑  Norlén (1998: 128-9)
13. ↑  Norlén (1998: 135)